# 彩華

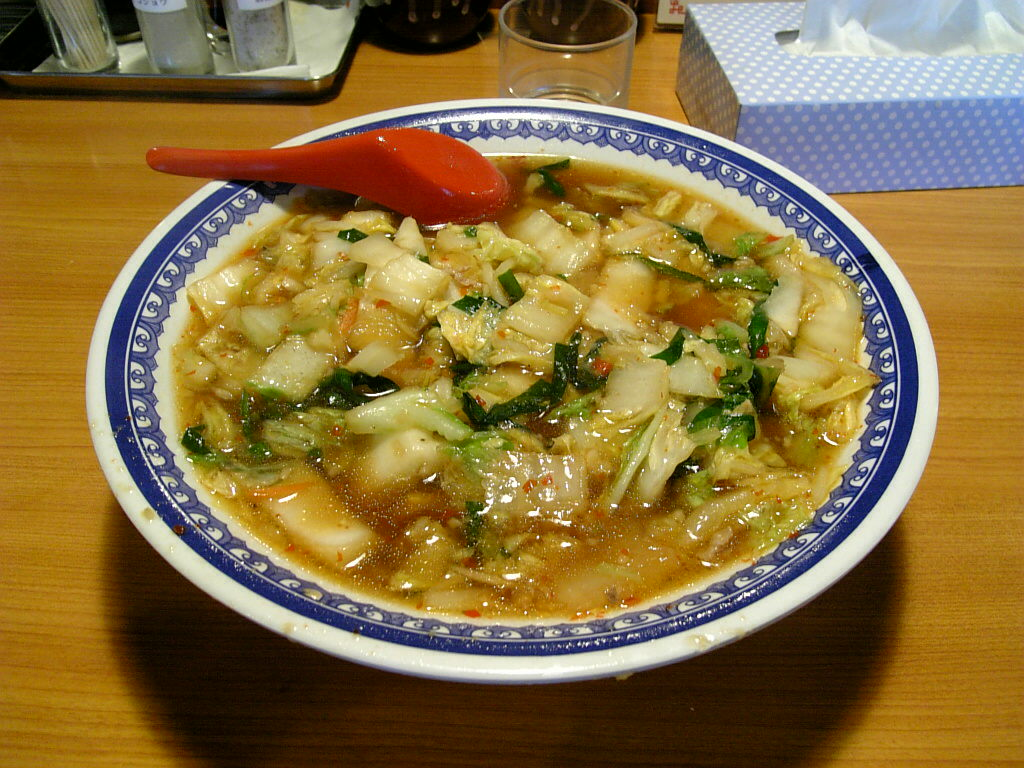
彩華ラーメン

株式会社彩華（さいか）は奈良県天理市に本社のある外食事業を行う企業である。ラーメン店「彩華ラーメン」（さいかラーメン）を展開する。フランチャイズ事業を行っており、奈良県内を中心に直営店とFCを含めて14店舗が存在する。奈良ご当地ラーメンである天理ラーメンの元祖としている。

## 概要
彩華ラーメンのスープは醤油タレに唐辛子やにんにくなどが入ったものである。また、麺は縮れ細麺であり、具は白菜やニラ、豚肉などである。
「チャンポン」、「味噌ラーメン」などの一般的なメニューのほか、餃子やチャーハンといったサイドメニューもある。
創業当時の屋台は現在も場所を変えて営業している。「鍋」と呼ばれる注文方法が可能である。これはスープを持参の容器に入れてもらい麺と共に持ち帰るもので、これにより自宅でもラーメンを賞味することが出来る。

## 歴史
- 1968年（昭和43年）に奈良県の屋台で開業[2]。
- 2007年9月21日、天理市に本店を開店。